# 卡拉法特

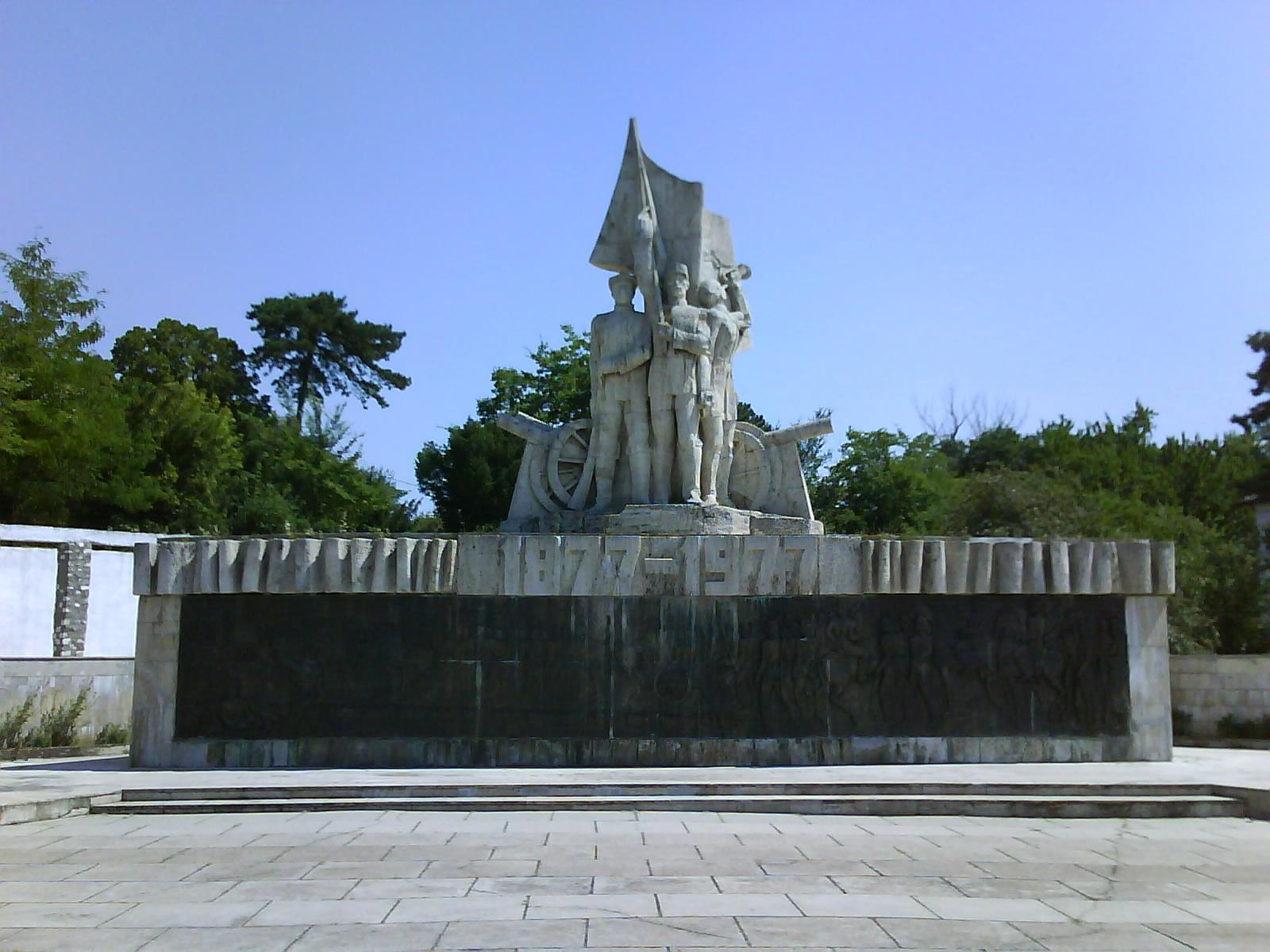

卡拉法特是羅馬尼亞的城市，位於該國西南部多瑙河畔，距離首府克拉約瓦79公里，由多爾日縣負責管轄，面積103.59平方公里，海拔高度53米，2009年人口17,927，大多數居民信奉東正教。

## 外部連結
- Official website （页面存档备份，存于）
- Hellenic Community of Calafat, elen-calafat.com
- Ziarul de Calafat, Ziarul de Calafat.ro
- Calafatul.ro, Calafatul.ro （页面存档备份，存于）